# Ruben Nilson

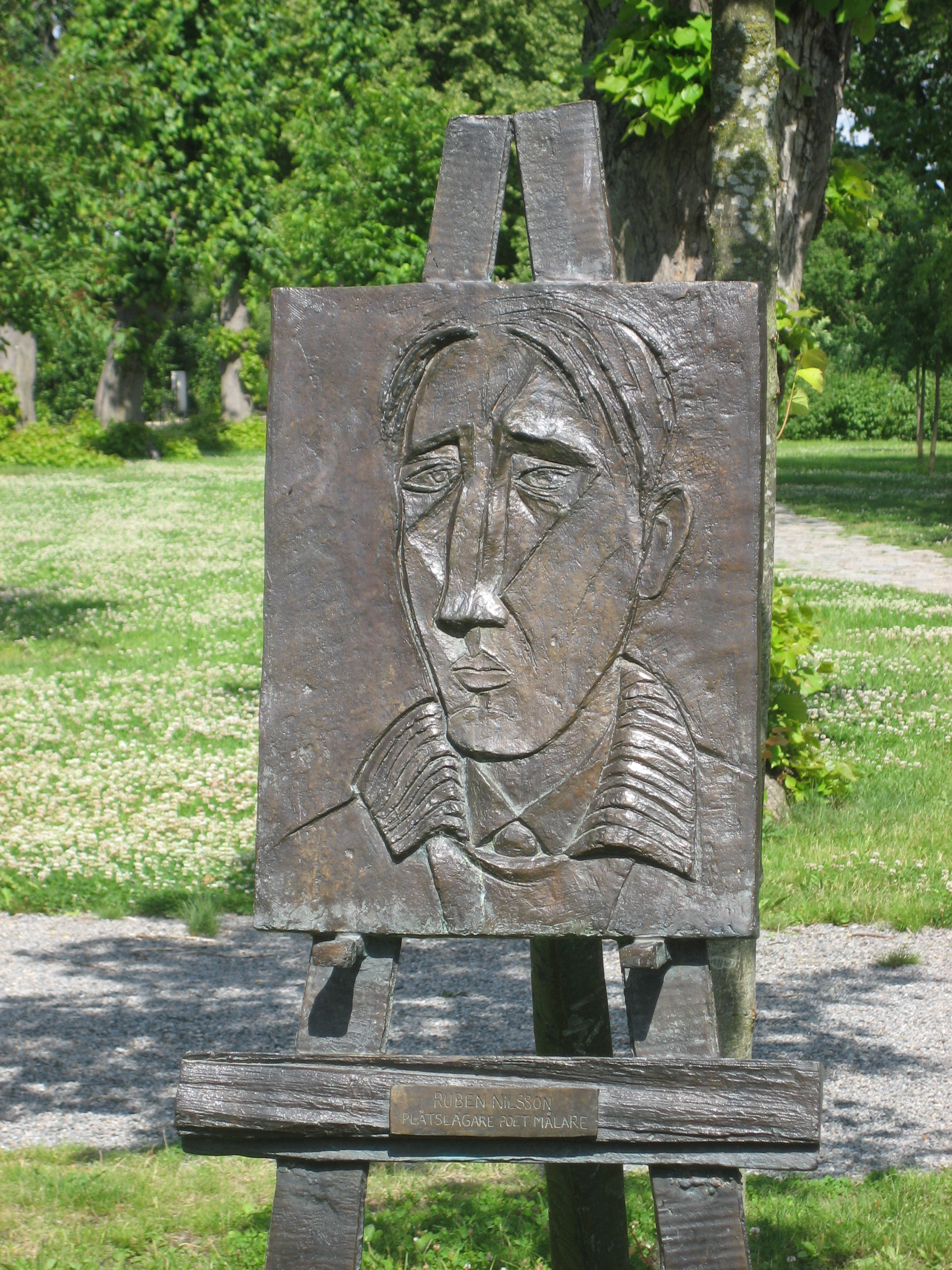
Skulptur av Ruben Nilson av Bitte Jonason Åkerlund i Örby slottspark, Älvsjö.

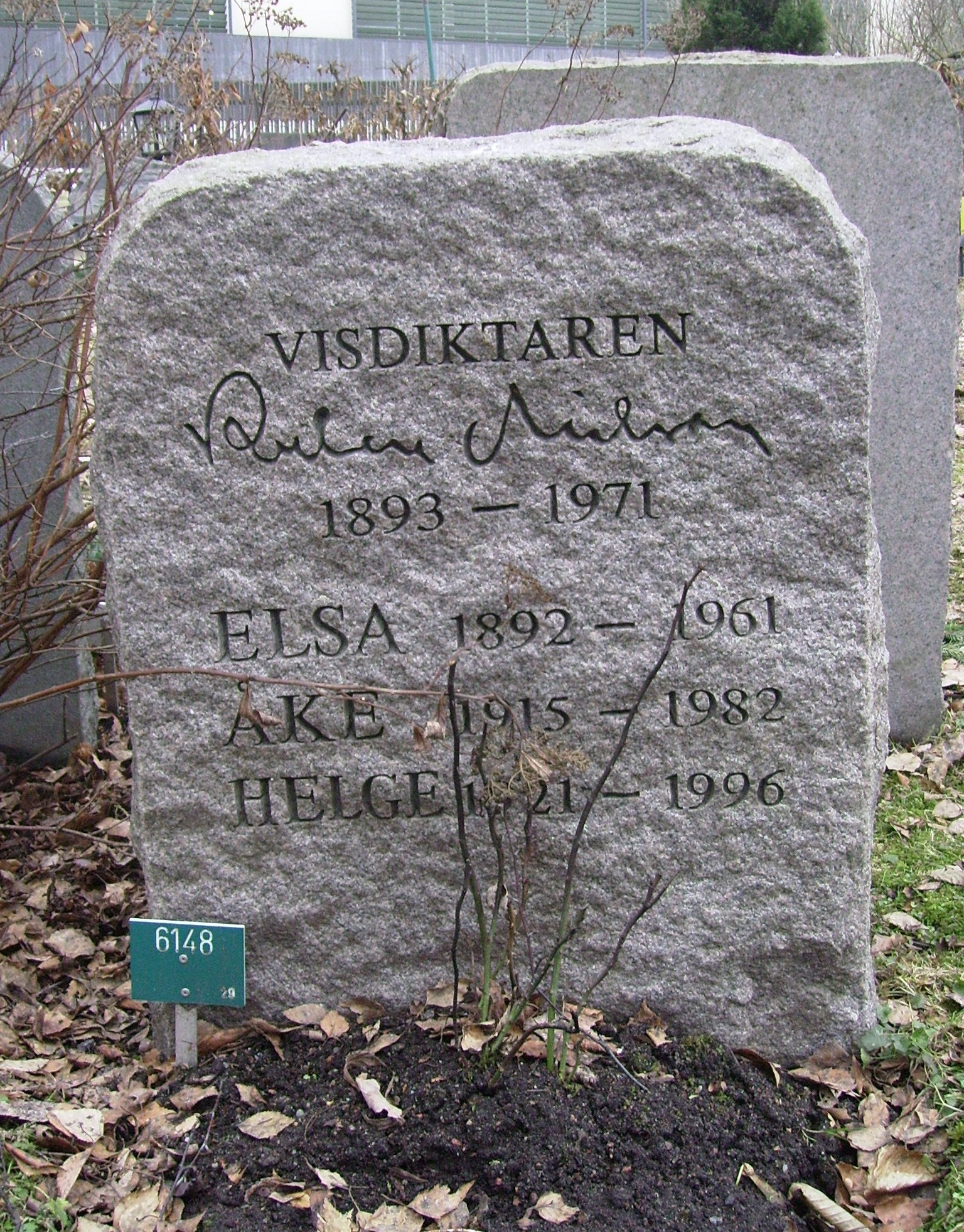
Ruben Nilsons gravvård på Solna kyrkogård.

Frans Ruben Isendorf Nilson, född 7 februari 1893 i Katarina församling på Södermalm i Stockholm, död 11 juli 1971 i Sundbyberg, var en svensk målare, visdiktare och plåtslagare.

## Biografi
Ruben Nilsons föräldrar var möbelsnickaren Nils Nilsson och Anna Lovisa Nilsson, född Karlsdotter. Han debuterade som konstnär med en utställning 1929, men fortsatte att arbeta som plåtslagare fram till debuten med vissamlingen Vanvördiga visor 1935. Den följdes av ytterligare två samlingar illustrerade av honom själv. 
Nilsons visdiktning präglas av underfundiga rimflätor och stor berättarglädje. Inte sällan är texterna skarpa samhällskritiska satirer. Inte minst älskade Nilson att göra folkliga gestaltningar av de bibliska berättelserna, till exempel i visan om "Laban och hans döttrar". Andra kända visor är "Trubaduren", "Amerikabrevet", "Den odödliga hästen", "Åkare Lundgrens begravning" och "Balladen om Eken". Han fick förnyad uppmärksamhet på 1960- och 1970-talen, framför allt genom Fred Åkerströms vistolkningar, som utkom på två LP-skivor. Men hans visor har även sjungits av många andra artister. Själv sjöng Nilson inte in någon av sina visor på skiva, men en privatinspelad lackskiva finns dock bevarad. Där sjunger han, till eget gitarrackompanjemang, visorna "Den odödliga hästen" och "Labans döttrar". De har återutgivits på cd:n Visans gyllene tid 2005.
Han tilldelades Ferlinpriset 1963. Som konstnär är han representerad i Stockholms stadsmuseum och Visarkivet. En kortfilm Ruben Nilson, visdiktaren – målaren – plåtslagaren utkom 1984.

## Priser och utmärkelser
- 1955 – Boklotteriets stipendium
- 1957 – SKAP:s stipendium
- 1963 – Ferlinpriset